# TasiРНК
Транс-активи́рующие ма́лые интерфери́рующие РНК, tasiРНК, TAS РНК (англ. trans-acting siRNA) — группа малых некодирующих РНК наземных растений, подавляющие экспрессию генов путём пост-трансляционного сайленсинга. TasiРНК транскрибируются в геноме в форме двуцепочечных полиаденилированных РНК, которые в дальнейшем процессируются и превращаются во фрагменты РНК длиной 21 нуклеотид. Эти фрагменты включаются в РНК-индуцируемый комплекс выключения гена (RISC). tasiРНК часто относят к малым интерферирующим РНК (siРНК) ввиду того, что обе этих группы малых РНК транскрибируются в форме двуцепочечных РНК и подвергаются схожему процессингу. Впрочем, tasiРНК отличаются от других siРНК тем, что они связывают свои последовательности-мишени с меньшей специфичностью. В этом их механизм более схож с механизмом действия микроРНК, так как они не нуждаются в полной комплементарности последовательностей со своей мишенью, чтобы направлять её распад.

## История открытия
Существование tasiРНК впервые было установлено в 2004 году двумя группами учёных, работавших с арабидопсисом. Обе статьи были опубликованы в октябре того года с разницей в несколько дней. Первая группа (Peragine с сотрудниками) изучала белок ZIPPY (ZIP) из группы Argonaute, а вторая (Vazquez с сотрудниками) пыталась найти специфичные siРНК. Несмотря на то, что группы начали с разных стартовых точек, обе по ходу исследований сфокусировались на изучении специфичного растительного белка супрессора сайленсинга генов 3 (SGS3) и фермента РНК-зависимой РНК-полимеразы 6 (RDR6). Обе группы пришли к заключению, что эти белки играют важную роль в образовании специфических siРНК — tasiРНК.
Из-за ключевых отличий, отделяющих tasiРНК от остальных групп некодирующих РНК, tasiРНК были новой открытой группой РНК, хотя они имеют общие черты с siРНК и микроРНК. В отличие от микроРНК, tasiРНК образуются из длинных двуцепочечных РНК, и их образование зависит от RDR6. От siРНК tasiРНК отличаются тем, что они вызывают разрушение транскриптов с различающимися последовательностями. В этом отношении tasiРНК схожи с микроРНК, однако механизм их процессинга сближает из с siРНК.

## Образование
TasiРНК образуются из длинных некодирующих транскриптов с помощью разрезания их белками Argonaute, направляемого микроРНК. Этот путь включает превращение одноцепочечного разрезанного транскрипта в двуцепочечный при помощи RDR6 и SGS3. Образующаяся двуцепочечная РНК разрезается Dicer-подобным ферментом 4 (DCL4) (гомолог Dicer животных) с образованием коротких фрагментов РНК длиной 21 нуклеотид, которые и становятся tasiРНК.
У Arabidopsis thaliana имеются 4 локусов и групп локусов, кодирующих tasiРНК. Для процессинга продуктов генов TAS1, TAS2, и TAS4 необходим один сайт связывания микроРНК, а для процессинга продуктов TAS3 необходимо два сайта связывания микроРНК. Гены TAS у разных растений не являются ортологами, то есть семейство генов TAS1 у мха не имеет общего гена-предка с TAS1 арабидопсиса. Среди TAS1 выделяют TAS1a, TAS1b и TAS1c, эти три локуса являются паралогами и имеют определённое сходство с TAS2, так что, по-видимому, все четыре локуса — паралоги. На то, что транскрипты этих генов вряд ли кодируют белок, указывает то, что эти транскрипты не имеют протяжённых открытых рамок считывания и могут кодировать пептиды длиной не более 50 аминокислотных остатков.
Все гены tasiРНК имеют два экзона, причём в случае TAS1 и TAS2 сайт разрезания микроРНК находится в интроне, так что процессингу с помощью RDR6 подвергаются несплайсированные предшественники. Хотя почти все найденные tasiРНК соответствуют фрагментам транскрипта-предшественника, для каждого из них была найдена хотя бы одна tasi-РНК, соответствующая минус-цепи. Такие tasiРНК, видимо, могут регулировать содержание в клетке собственного предшественника.

### TAS1 и TAS2
Транскрипты TAS1/2 подвергаются первичному процессингу в форме AGO1-опосредованного разрезания по 5'-концам, направляемого miR173. После этого RDR6 переводит транскрипт в двуцепочечную форму, которая далее процессируется DCL4 с образованием tasiРНК длиной 21 нуклеотид. Эти tasiРНК связываются с мРНК-мишенями за счёт двух выступающих нуклеотидов на 3'-конце, действуя, таким образом, как транс-регуляторные элементы.

### TAS4
Начальные этапы процессинга транскриптов TAS4 схожи с таковыми у TAS1/2. Вначале они подвергаются AGO1-опосредованному разрезанию, направляемому miR828, далее происходит образование двуцепочечных РНК и процессинг с помощью DCL4.

### TAS3
В отличие от TAS1/2 и TAS4, для процессинга TAS3 необходимы два сайта связывания с микроРНК (miR390). Транскрипт сначала разрезается по 3'-сайту связывания при помощи AGO7. Далее, как и в случае TAS1/2 и TAS4, RDR6 синтезирует вторую цепь РНК и образующаяся двуцепочечная РНК далее процессируется DCL4.

## Механизм
Эндогенные tasiРНК действуют посредством гетеросайленсинга, то есть те гены-мишени, которые tasiРНК репрессируют, не имеют значительного сходства с генами, с которых транскрибируются эти tasiРНК. Это обстоятельство отличает tasiРНК от siРНК, которые осуществляют аутосайленсинг и подавляют экспрессию генов, которые имеют последовательности, идентичные или очень похожие на последовательности генов, от которых siРНК происходят. До открытия tasiРНК считалось, что только микроРНК способны к гетеросайленсингу. Как и siРНК, tasiРНК включаются в состав комплекса RISC, где они направляют комплекс к разрезанию мРНК-мишени в середине сайта комплементарного связывания, тем самым подавляя трансляцию.
Белки группы Argonaute включаются в состав комплексов, осуществляющих сайленсинг генов посредством РНК, в том числе и RISC, который катализирует разрушение мРНК. В частности, у арабидопсиса AGO7/ZIPPY участвует в tasiРНК-направляемой регуляции, причём tasiРНК транскрибируются с TAS3. AGO7/ZIPPY связывается с tasiРНК, произошедшими от TAS3, и приступает к разрушению мишеней. По-видимому, AGO7/ZIPPY не взаимодействует с tasiРНК, транскрибированных с TAS1 и TAS2, так что у арабидопсис различные семейства tasiРНК действуют слегка по-разному. У арабидопсиса tasiРНК могут связываться не только с AGO7, но и с AGO1 и также направлять распад мРНК-мишени.

## Распространение и функции
TasiРНК были обнаружены не только у арабидопсиса, но также у мха Physcomitrella patens, кукурузы и риса посевного. Примером tasiРНК, выявленной не только у арабидопсиса, но и у всех вышеперечисленных растений, может служить tasi-РНК фактор ответа на ауксин (tasiR-ARF) (группа TAS3). TasiR-ARF вовлечен в сигнальные пути фитогормона ауксина, вызывая разрушение мРНК-мишеней, которые кодируют несколько факторов ответа на ауксин (ARF): ARF2, ARF3 и ARF4. Показано, что нарушение образования этих tasiРНК приводит к фенотипическим нарушениям. Мишенями других tasiРНК служат несколько генов с не идентифицированной функцией.
Показано, что из транскриптов TAS1a и TAS2 получаются не только РНК длиной 21 н., но также несколько tasiРНК длиной 24 н. Точные мишени этих РНК не установлены, но известно, что у растений малые РНК такой длины вовлечены в транскрипционный сайленсинг. Для образования tasiРНК длиной 24 н., похоже, используется альтернативный путь: для их процессинга не нужно участия микроРНК и необходим другой гомолог Dicer животных — DCL3.